# Байерер, Георг
Гео́рг Ба́йерер (нем. Georg Bayerer; немецкое произношение: [ˈɡeːɔʁk bayerer]; 9 мая 1915 — 6 июня 1998) — немецкий футболист и тренер.

## Ранние годы
Воспитанник академии клуба Ваккер (Мюнхен). В 16 лет перешёл в первую команду и в её состав провёл один сезон в Бециркслиге. До июня 1939 года выступал в Гаулиге, где его партнёром был бывший игрок национальной сборной Зигмунд Харингер. В начале сезона 1939/1940 выступавший в тактической схеме 3-2-2-3 Харингер стал игроком «Мюнхен 1860».

## Карьера
Летом 1939 года Байерер перешёл в «Нюрнберг» но спустя три матча был вынужден покинуть клуб из-за финансовых проблем, вернулся в Мюнхен и стал игроком команды «Мюнхен 1860». В 1939—1940 годах на фронт были отправлены игроки Шмидхубер, Шиллер, Бюргер, Эртл и Предль, ослабленный после ухода игроков «шестидесятники» заняли в итоговой таблице 7-е место. Тем не менее команда завоевала Кубок Рейха. 14 января 1940 года в составе команды «Гаулига Бавария» сыграл в матчах против «Гаулига Юго-Запад» в составе которой выступали Фриц Вальтер и Петер Момбер, в полуфинале 19 мая против «Остмарк» (за команду играли Виллибальд Шмаус и Карл Цишек). 30 июня в финальном матче «львы» победили команду «Гаулига Саксония».
В ходе военного сезона 1940/1941 года в команду пришли нападающие Хайнц Крюкеберг и Эрнест Вилимовский благодаря которым команда стала чемпионом Гаулиги Бавария. В октябре 1940 года, Байерер сыграл в отборочных матчах против «Гаулига Саксония», в финальном этапе принял участия в матчах против «Штутгартер Кикерс», «Неккарау» и победителя группы венский «Рапид». В защите клуба на групповом этапе играли Йозеф Вендель, Франц Хаммерль и Франц Граф. В сезоне 1941/1942 годов команда заняла третье место.
В розыгрыше Кубке Чаммера 1942 команда добилась успеха, клуб сенсационно одержал победу над чемпионами Германии «Шальке 04» на Олимпийском стадионе в Берлине. Немецкая пресса отметила игру защитников Шмайссера, Пледля и Байера. В сезоне 1941/1942 годов короткое время выступал за дюссельдорфскую Фортуну.
Под руководством тренера Зеппа Хербергера получил первый вызов в национальную сборную. В матче против Болгарии (20 октября), Испании (12 апреля) на поле не выходил. Летом 1949 года стал игроком соперника «Баварии Мюнхен». 11 сентября дебютировал за новый клуб против «Кикерс Оффенбах». 12 марта 1950 года провёл свой прощальный матч в карьере.

## Тренерская карьера
В сезоне 1952/1953 был главным тренером «Майнц 05» в «Оберлиге Юго-Запад». В сезоне 1954/1955 годов был тренером «Баварии Мюнхен».
В сезоне 1954/1955 годов занял 12-е место в «Оберлиге Юг» со «Штутгартер Кикерс». Сезон 1955/1956 годов команда начала с трёх поражений подряд, Байерер был отправлен в отставку. на его место пришёл Карл-Хайнц Гриндлер.
В начале 1958 года заменил бывшего игрока сборной Венгрии Бела Шароши на посту тренера клуба «Ян Регенсбург» и закончил сезон на седьмом месте. После окончания сезона 1959/1960 года клуб поднялся в «Оберлига Юг», после неудачного начала сезона был заменён на Георга Майера.